# 735

## أحداث
- الملك ليوتبراند ملك اللومبارد يرفع ابن أخيه هيلدبراند لمنصب ملك شريك بعد إصابته بمرض خطير (تاريخ تقريبي).

## مواليد
- ألكوين
- يعقوب بن إسحاق الحضرمي

## وفيات
- ذو الرمة
- سكينة بنت الحسين
- عبد الله بن أبي إسحاق